# Tamima bint Youssef
Tamima bint Yusuf ibn Tashfin (arabe : تميمة بنت يوسف بن تاشفين) est une princesse almoravide, une femme de lettres et une dirigeante politique, qui contribue au développement du mouvement almoravide. 
Elle est la fille de Youssef ben Tachfine (r. 1060-1106) et de son épouse Zaynab Nefzaouia, et la sœur d'Ali ben Youssef, successeur de son père (r. 1106- 1142).

## Biographie
Tamima est connue sous le surnom d'Oum Talha (la mère de Talha),. Elle vécut à Fès, et selon certaines sources, elle a résidé en Andalousie à un moment de sa vie. Tamima reçoit une éducation littéraire et peut réciter de la poésie. Elle gère elle-même ses finances et surveille de près ses employés et comptables, discutant de ses affaires avec eux dans les moindres détails. Un de ses secrétaires tombe amoureux d'elle et finit par lui avouer son amour. Tamima lui répond par un vers de poésie lui rappelant la différence de classe qui les sépare.
La date du décès de la princesse Tamima n'est pas connue, et peu de détails de sa vie ont été conservés par l'histoire, à l'exception de quelques nouvelles et de quelques vers de sa poésie, qui ont été perdus. Cependant, même avec ces nouvelles éparses, on se souvient d'elle comme l'une des femmes de l'État almoravide, célèbres pour leur érudition, leur générosité, leur délicatesse et comme un symbole éminent illustrant la situation des femmes à l'époque almoravide.